# Constant Malva
Constant Malva, cuyo verdadero nombre era Alphonse Bourlard, (Quaregnon, 9 de octubre de 1903-Saint-Josse-ten-Noode, 15 de mayo de 1969) fue un minero y escritor proletario belga.

## Biografía
Nació en la localidad de Quaregnon situada en el Borinage en Bélgica el 9 de octubre de 1903.
En 1911, su familia busca trabajo en el norte de Francia. 
En 1914, es el éxodo en varias ciudades francesas. Malva no obtendrá nunca su diploma de colegio primario, pero un maestro le regala una gramática que conservará hasta su muerte. 
Después del armisticio, en 1919, cuando tiene 15 años, se convierte en minador como su padre en la región donde nació.

### Trotskista
En 1923, sus convicciones le incitan a adherirse al Partido comunsita que decide abandonar en 1928 tras la exclusión de los trotskistas, entre los cuales Charles Plisnier. Se adhiere después al Partido socialista revolucionario, de tendencia trotskista, sin militar realmente, y finalmente en 1936 se declara revolucionario independiente.
Después de escribir en el diario Le Drapeau rouge, sus verdaderos comienzos literarios tienen como fecha 1931.
En 1932, a partir de los recuerdos de su madre, escribe Histoire de ma mère et de mon oncle Fernand.
Después hace parte del grupo Rupture donde se juntan los surrealistas de la provincia de Hainaut.  
Sigue trabajando en diferentes minas de la región del Borinage. Pero en 1940, asqueado por las condiciones de trabajo y consciente que debe salir de ahí para sobrevivir, decide abandonar voluntariamente la mina. 

Tengo absolutamente que irme de la mina (...) cuestión de vida o muerte. La silicosis está haciendo destrozos terribles en nuestras filas (carta a R. Bonnet).

Unos cuantos años más tarde, escribe en su libro Un mineur vous parle : 

No sé que suerte me reserva el destino, pero a menos que me obliguen con una pistola en la nuca, no bajaré más a la mina.

### Miseria y colaboración
Malva conoce entonces la miseria : para sobrevivir y alimentar a su familia (tiene dos hijos), ejerce diversos oficios, como conserje y criado en Mons en los locales de un sindicato colaboracionista. Escribe cuentos y relatos sobre la mina publicados en revistas controladas por la colaboración, lo cual le permite evitar la deportación a Alemania, pero será inquietado en el momento de la Liberación.
La colaboración de Malva no se explica solamente por la necesidad como lo muestra Jean Puissant:

La necesidad no explica por sí sola esa colaboración, aunque es difícil imaginar a Malva frecuentando en la Union des travailleurs manuels et intellectuels (UTMI) a los representantes de la burocracia sindical que detestaba antes de la guerra y que habían respondido al llamamiento de Henri De Man. Condenado por la historia, condenado por la sociedad, Malva pagó duramente por gestos y palabras que son, al fín y al cabo, de poca importancia. Queda un itinerario que muestra como ciertos hombres que venían del mundo obrero o de la izquierda almentaron terribles ilusiones, aunque fugitivas, sobre el régimen nazi y sobre su comportamiento en territorio ocupado.

Después de la Segunda Guerra Mundial, que acaba para él con una condena judicial, desgastado por la enfermedad y decepcionado por la evolución política de la clase obrera, Malva abandona su actividad militante y se dedica a la reflexión y a escribir.

### El escritor
En sus libros autobiográficos, muy marcados por el mundo de la mina, Malva denuncia las condiciones de vida penibles de los mineros (que él llama los « héroes del subsuelo ») y describe el choque entre la sociedad burguesa y la obrera. La mayoría de sus obras son un testimonio de la condición obrera de la época.
La literatura le lleva a frecuentar los círculos surrealistas. Entra en contacto con Achille Chavée, André Breton, Albert Ayguesparse. 
En 1953, publica su mejor libro, Ma nuit au jour le jour, muy apreciado por Raoul Vaneigem y Louis Scutenaire.
Constant Malva fallece el 15 de mayo de 1969 en Saint-Josse-ten-Noode como consecuencia de la silicosis.

## Obras
- 1932: Histoire de ma mère et de mon oncle Fernand
- 1935: Un propr' à rien
- 1937: Borins
- 1940: Un ouvrier qui s'ennuie
- 1942: Un de la mine
- 1943: Mon homme de coupe
- 1948: Un mineur vous parle
- 1952: Le Jambot (su única novela)
- 1953: Ma nuit au jour le jour